# Kakemono

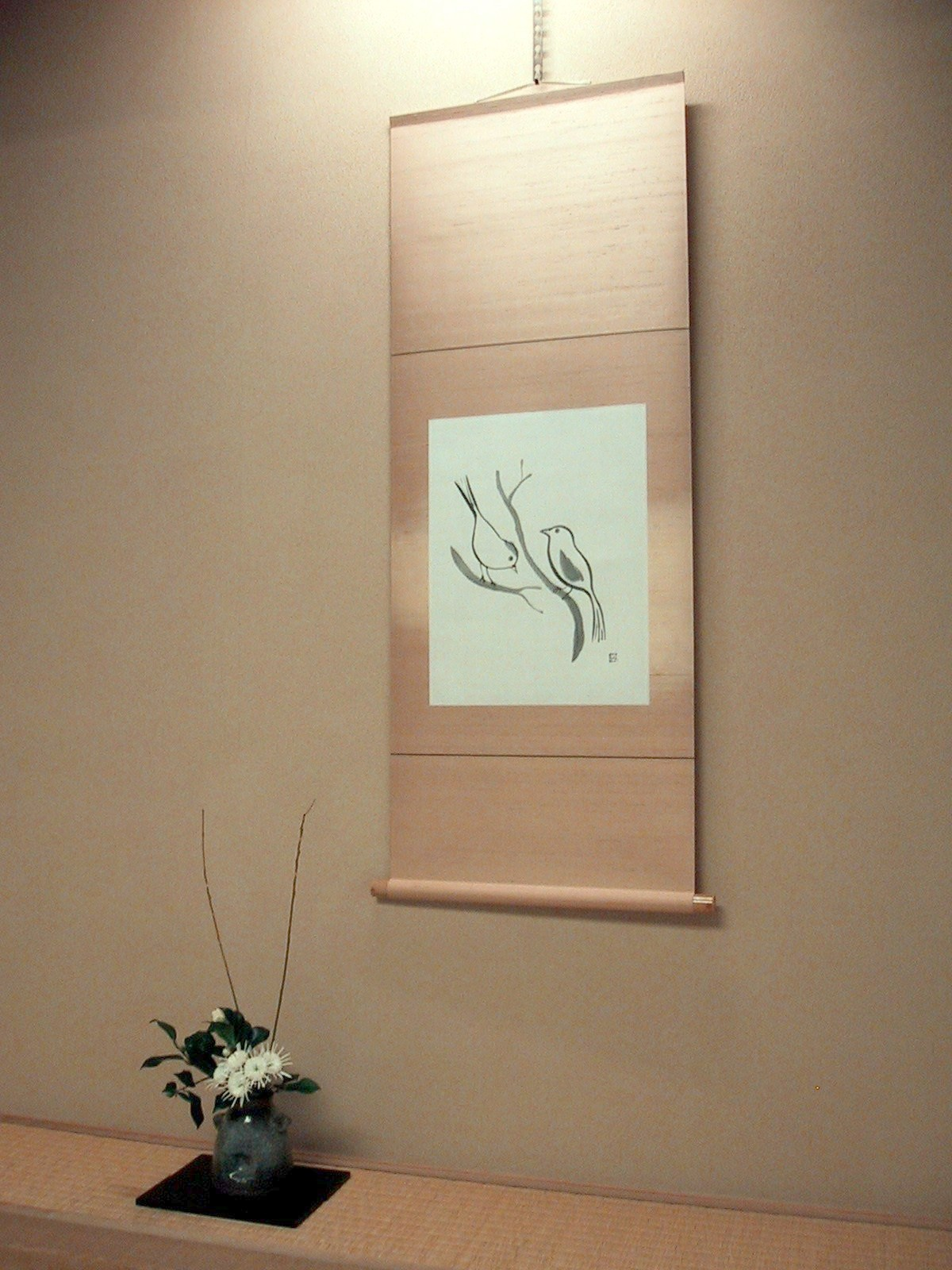
Kakemono e ikebana

Il kakemono (掛物? letteralmente "cosa appesa"), anche italianizzato in cachemono, o kakejiku (掛軸?), è un dipinto o una calligrafia giapponese, su seta, cotone o carta, organizzato a guisa di rotolo e destinato a essere appeso. 
A differenza dell'emakimono, un rotolo che viene aperto in senso orizzontale su una superficie, il kakemono si apre in verticale ed è concepito come decorazione murale da interno. Viene spesso esposto nel tokonoma. Essendo collegato a periodi specifici dell'anno o a occasioni particolari è esposto solo temporaneamente e poi riposto, accuratamente arrotolato, in apposite scatole oppure sostituito da un altro kakemono più appropriato alla nuova data (vi sono famiglie giapponesi che ne possiedono in gran numero, addirittura centinaia).